# Antonio Silio
Antonio Silio, född 9 maj 1966, är en argentinsk friidrottare. Han deltog vid olympiska sommarspelen 1992 och olympiska sommarspelen 1996.